# 山西省立第三女子师范学校

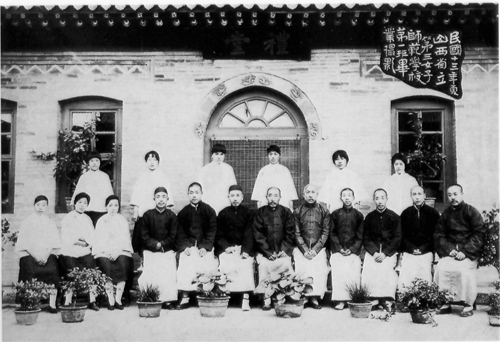
山西省立第三女子师范学校第一班毕业照，摄于1924年

山西省立第三女子师范学校位于山西省代县，创建于1920年，简称三女师。学校设在原来的代县贡院（今代县中学东部）。1934年学校撤销。学校共毕业六个班，每班学生数在30至40人之间。学校的课程设置、学制均与同在代县的山西省立第五师范学校相近。学校附设女子初中、女子小学。为避免三女师学生与省立第五师范的学生交往，学校规定“周一过礼拜”。